# Axyracrus elegans
Axyracrus elegans là một loài nhện trong họ Anyphaenidae.
Loài này thuộc chi Axyracrus. Axyracrus elegans được miêu tả năm 1884 * bởi Eugène Simon.